# Compsothrips yosemitae
Compsothrips yosemitae är en insektsart som först beskrevs av Dudley Moulton 1929.  Compsothrips yosemitae ingår i släktet Compsothrips och familjen rörtripsar. Inga underarter finns listade i Catalogue of Life.